# هایم لوین
هایم لوین (به انگلیسی: Haim Levin) دروازه‌بان اهل اسرائیل است که از سال ۱۹۶۳ تا ۱۹۶۹ میلادی عضو تیم ملی فوتبال اسرائیل بوده و در ۲۲ بازی ملی حضور داشته است.